# Municipio de Lyon (condado de Roscommon)
El municipio de Lyon (en inglés: Lyon Township) es un municipio ubicado en el condado de Roscommon en el estado estadounidense de Míchigan. En el año 2010 tenía una población de 1370 habitantes y una densidad poblacional de 14,48 personas por km².

## Geografía
El municipio de Lyon se encuentra ubicado en las coordenadas 44°28′00″N 84°47′31″O / 44.46667, -84.79194. Según la Oficina del Censo de los Estados Unidos, el municipio tiene una superficie total de 94.62 km², de la cual 77,64 km² corresponden a tierra firme y (17,95 %) 16,98 km² es agua.

## Demografía
Según el censo de 2010, había 1370 personas residiendo en el municipio de Lyon. La densidad de población era de 14,48 hab./km². De los 1370 habitantes, el municipio de Lyon estaba compuesto por el 97,15 % blancos, el 0,8 % eran afroamericanos, el 0,66 % eran amerindios, el 0,36 % eran asiáticos, el 0,07 % eran de otras razas y el 0,95 % eran de una mezcla de razas. Del total de la población el 1,02 % eran hispanos o latinos de cualquier raza.